# Be (Buchstabe)
Das Be (ٻ; im Sindhi ٻي b̤ē; im Panjabi ٻے bbe) ist ein arabisches Schriftzeichen, das in mehreren erweiterten arabischen Alphabeten Verwendung findet. Die Form des Be ist vom Bā' (ب) abgeleitet, das Be erhielt einen zusätzlichen diakritischen Punkt unterhalb des Punktes des Ba.
Das Be kommt im Alphabet der arabischen Sprache selbst nicht vor, sein Lautwert entspricht dem stimmhaften bilabialen Implosiv [⁠ɓ⁠], den die arabische Sprache nicht kennt. Das Be ist Bestandteil des arabischen Alphabets des Saraiki, des Sindhi und des Hausa und wird gelegentlich auch im arabischen Alphabet (Shahmukhi) des Panjabi verwendet. Im Hausa wird anstelle des Be gelegentlich auch ein Ba gesetzt.
Für all diese Sprachen gibt es auch andere Schriften. Das Be entspricht dabei dem ɓ im Lateinalphabet des Hausa, dem ॿ im Devanagari des Sindhi und einem ਬ im panjabischen Gurmukhi. In lateinischen Umschriften wird das Be des Sindhi als b̤ oder bb transliteriert.
Be ist im Unicodeblock Arabisch und im Unicodeblock Arabische Präsentationsformen-A an insgesamt fünf Positionen kodiert:
| Unicode-Codepoint | Unicode-Name                     | Zeichen |
| ----------------- | -------------------------------- | ------- |
| U+067B            | ARABIC LETTER BEEH               | ٻ       |
| U+FB52            | ARABIC LETTER BEEH ISOLATED FORM | ﭒ       |
| U+FB53            | ARABIC LETTER BEEH FINAL FORM    | ﭓ       |
| U+FB54            | ARABIC LETTER BEEH INITIAL FORM  | ﭔ       |
| U+FB55            | ARABIC LETTER BEEH MEDIAL FORM   | ﭕ       |